# Bydgoskie Towarzystwo Wioślarskie
Bydgoskie Towarzystwo Wioślarskie (BTW) – klub sportowy założony 16 marca 1920 jako Towarzystwo Wioślarzy Tryton Bydgoszcz. Jest jednym z najstarszych polskich klubów sportowych w Bydgoszczy, a w okresie międzywojennym jednym z czołowych klubów wioślarskich w Polsce.

## Charakterystyka
Bydgoskie Towarzystwo Wioślarskie jest najstarszym polskim klubem w Bydgoszczy specjalizującym się w wioślarstwie. Siedziba klubu znajduje się przy ul. Żupy 2 w Bydgoszczy nad rzeką Brdą, gdzie zlokalizowana jest również przystań. Szkoleniem zawodników w różnych grupach wiekowych (seniorzy, juniorzy, młodzicy) zajmuje się około 4 trenerów. Klub podpisał umowę o współpracy z Zespołem Szkół nr 8 przy ul. Pijarów 4 w Bydgoszczy w sprawie szkolenia wioślarskiego w ramach klasy sportowej w Gimnazjum nr 33. Od 2000 roku oprócz sekcji wioślarskiej istnieje również turystyczna sekcja kajakowa.

## Historia

### Okres międzywojenny
16 marca 1920 roku w sali hotelu „Pod Orłem” grupa bydgoskich działaczy Polskiego Towarzystwa Gimnastycznego „Sokół”, przy udziale przedstawicieli Poznańskiego Towarzystwa Wioślarskiego „Tryton” podjęto uchwałę o założeniu Towarzystwa Wioślarskiego „Tryton” Bydgoszcz, które miało być przeciwwagą dla klubów niemieckich, głównie RC Frithjof. Ustalono statut, zarząd i godło klubu, a w 1924 sztandar. Jeszcze bez własnej siedziby i na wypożyczonych z Gimnazjum Humanistycznego łodziach, „Tryton” wystawił dwie załogi do pierwszych wszechpolskich regat w Brdyujściu w dniu 29 czerwca 1920 roku (jedna z nich zdobyła drugie miejsce). 31 sierpnia 1920 dla odróżnienia od poznańskiego „Trytonu” zmieniono nazwę na Bydgoskie Towarzystwo Wioślarskie. W 1921 zakupiono z taboru Klubu Wioślarskiego w Poznaniu pierwszą łódź, której nadano imię fundatora „Henryk”. W 1921 towarzystwo posiadało już własną przystań przy moście Bernardyńskim oraz 6 łodzi. 3 lipca 1921 na drugich regatach o mistrzostwo Polski w Brdyujściu załoga BTW: Leon Twardowski, Witecki, Gole i Paweł Twardowski w biegu czwórek zdobyła tytuł mistrza Polski wraz z pucharem „Sokoła Krakowskiego”. Tę samą nagrodę załoga BTW otrzymała 15 sierpnia 1922.
Na otwarcie sezonu wioślarskiego w 1924 oddano do użytku przystań na torze regatowym w Brdyujściu, a tabor powiększono o 6 łodzi. Na regatach o mistrzostwo Polski nowo zbudowane trybuny zapełniła 5-tysięczna rzesza publiczności oraz prezydent Rzeczypospolitej Stanisław Wojciechowski. Prasa krajowa określała bydgoski ośrodek wioślarski mianem „polskiego Henley”. W 1924 sekcję wioślarską poszerzono o grupę uczniowską i wojskową. Klub prowadził działalność promującą  sporty wodne. Działacze BTW aktywnie pomagali w powstaniu w 1926 Bydgoskiego Klubu Wioślarek i  Zrzeszenia Gimnazjalnych Towarzystw Wioślarskich z województw: poznańskiego i pomorskiego, w 1927 z inicjatywy działaczy klubu utworzono Pomorski Okręg Związku Pływackiego, a rok później Bydgoski Komitet Towarzystw Wioślarskich. W 1926 otwarto sekcje: sportów zimowych (hokej, łyżwiarstwo) i szermierczą. Sekcja pływacka założona w 1927 w pierwszym roku działalności zajęła pierwsze miejsce na Pomorzu. W 1928 sekcja sportów zimowych BTW wstąpiła do Polskiego Związku Hokeja na Lodzie w Warszawie, należąc do pionierów hokeja na Kujawach i Pomorzu. W 1930 do sekcji należało 72 członków BTW.
Duże sukcesy przyniósł BTW rok 1926. Na mistrzostwach Europy w Lucernie, bydgoska ósemka zdobyła brązowy medal, pierwszy zdobyty przez Polskę w wioślarskich zawodach międzynarodowych. Sukces ten przyniósł BTW rozgłos i spowodował, że w 1927 odbyły się w Brdyujściu pierwsze międzynarodowe regaty, w których startowali reprezentanci 10 klubów zagranicznych i 21 krajowych. Osady BTW reprezentowały także Polskę w mistrzostwach Europy w 1931, 1933 i 1934 roku. W 1927 BTW zdobyło pierwsze miejsce w klasyfikacji polskich klubów i towarzystw wioślarskich. Największym sukcesem bydgoskiego i polskiego wioślarstwa w okresie międzywojennym było zdobycie przez czwórkę ze sternikiem BTW brązowego medalu na Igrzyskach Olimpijskich w Amsterdamie 1928.
16-19 sierpnia 1929 BTW zorganizowało na torze regatowym w Brdyujściu Mistrzostwa Europy w wioślarstwie. Dla tej imprezy magistrat rozbudował trybuny do pojemności 30 tys. widzów. W mistrzostwach wystartowało 11 reprezentacji ze 152 zawodnikami w 35 osadach. W klasyfikacji państw pierwsze miejsce zajęły Włochy (17 pkt.) przed Holandią i Polską (po 5 pkt). Jedna z polskich osad (czwórka bez sternika) złożona była z bydgoszczan, medalistów olimpijskich (szlakowego Bernarda Romanowskiego zastąpił Jerzy Braun). Osada w swoim wyścigu zdobyła brązowy medal. W 1928 klub startował w siedmiu regatach, zajmując w nich ogółem 16 pierwszych miejsc, a rok później w siedmiu regatach zdobywając 15 pierwszych miejsc. W 1930 BTW uhonorowano dyplomem przyznanym przez Związek Polskich Klubów Sportowych i Polski Komitet Olimpijski za zasługi w rozwoju sportu wioślarskiego w Polsce.
Na Igrzyskach Olimpijskich w Los Angeles 1932 były członek BTW Jerzy Braun zdobył srebrny medal w rywalizacji dwójek (partnerem był warszawianin Janusz Ślązak, a sternikiem Jerzy Skolimowski) oraz brązowy w konkurencji czwórek (z Januszem Ślązakiem, Edwardem Kobylińskim, Stanisławem Urbanem i Jerzym Skolimowskim). Startował także w igrzyskach w Berlinie 1936 w dwójce ze sternikiem oraz zdobył srebrny medal w Mistrzostwach Europy w Budapeszcie w 1933 w dwójce ze sternikiem (ze Ślązakiem i Skolimowskim).
W 1934 roku w ośmiu regatach załogi BTW odniosły 11 zwycięstw, a rok później 14 zwycięstw, plasując klub na trzecim miejscu tabeli punktacyjnej PZTW. Zwyciężając po raz trzeci w mistrzostwach ósemek, BTW zdobyło na własność nagrodę Prezydenta Rzeczypospolitej. Począwszy od 1936 regaty w Brdyujściu otwierały imprezy związane z Tygodniem Bydgoszczy. Miały one charakter ogólnopolski. W 1936 uczestniczyło w nich 77 osad z 27 klubów, łącznie 330 wioślarzy i 35 wioślarek. Zwyciężyło BTW zdobywając największą ilość punktów.
Szczytowe osiągnięcia BTW w okresie międzywojennym przypadły na rok 1937. Zawodnicy startowali w 13 regatach krajowych i zagranicznych, odnosząc 23 zwycięstwa. Dało to w klasyfikacji klubowej pierwsze miejsce w Polsce. W tym roku liczba czynnych zawodników sięgnęła 240 osób. W latach 1938 i 1939 palmę pierwszeństwa w wioślarstwie bydgoskim i krajowym przejął Kolejowy Klub Sportowy w Bydgoszczy, do którego przeszło m.in. kilku zawodników BTW. Dzięki licznym zwycięstwom BTW, przynoszącym rozgłos miastu, Bydgoszcz zwano w dwudziestoleciu międzywojennym „miastem wioślarzy”. Nad Brdą na wschód od mostu Bernardyńskiego powstała tzw. dzielnica wioślarzy, gdzie swoje bazy i przestanie miały liczne kluby sportów wodnych.
W okresie okupacji niemieckiej klub nie mógł prowadzić działalności. W egzekucjach i na frontach II wojny światowej zginęło 27 członków BTW. Medalista olimpijski Edmund Jankowski w październiku 1939 został rozstrzelany w Dolinie Śmierci pod Fordonem.

### Galeria - okres międzywojenny

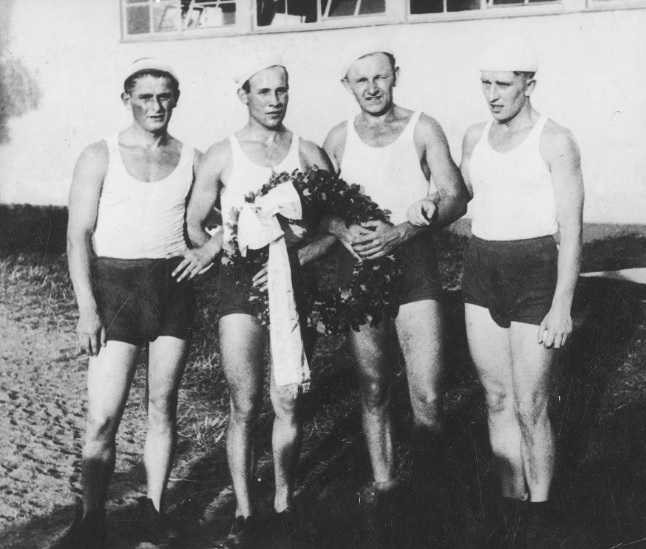
Czwórka bez sternika BTW - Mistrzowie Polski 1932
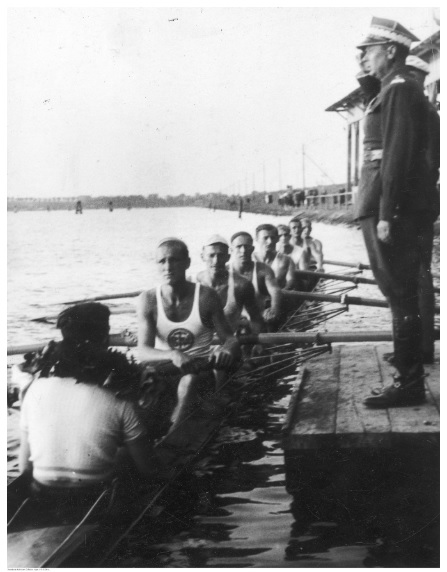
Mistrzowie Polski 1936 z ósemki BTW
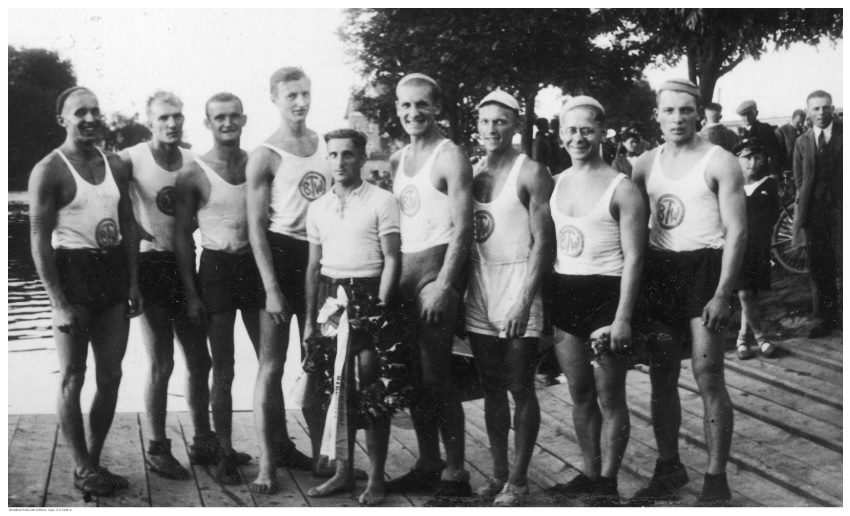
Mistrzowie Polski z 1936
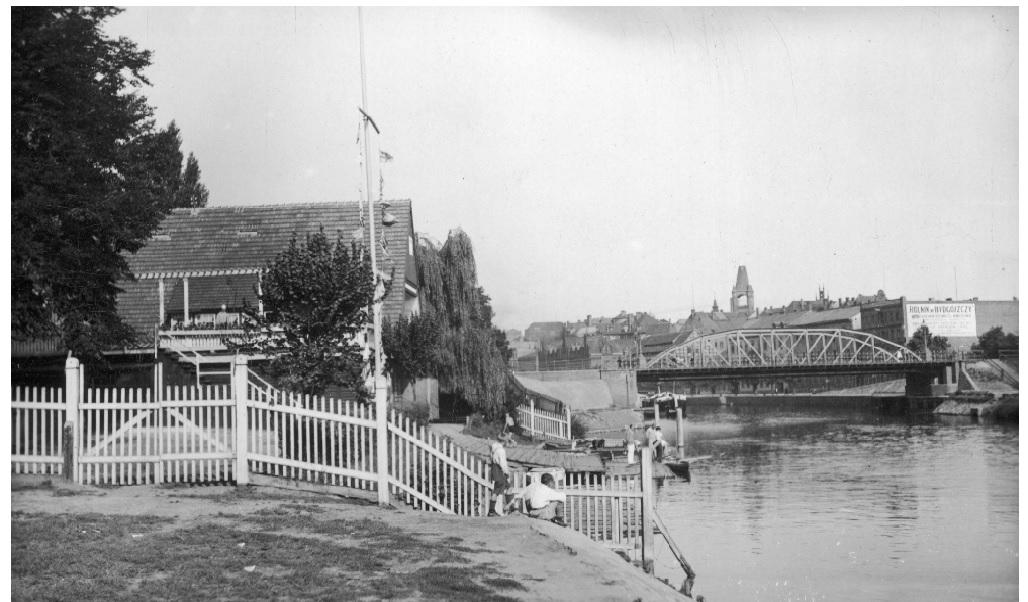
Przystań BTW Bydgoszcz w 1938
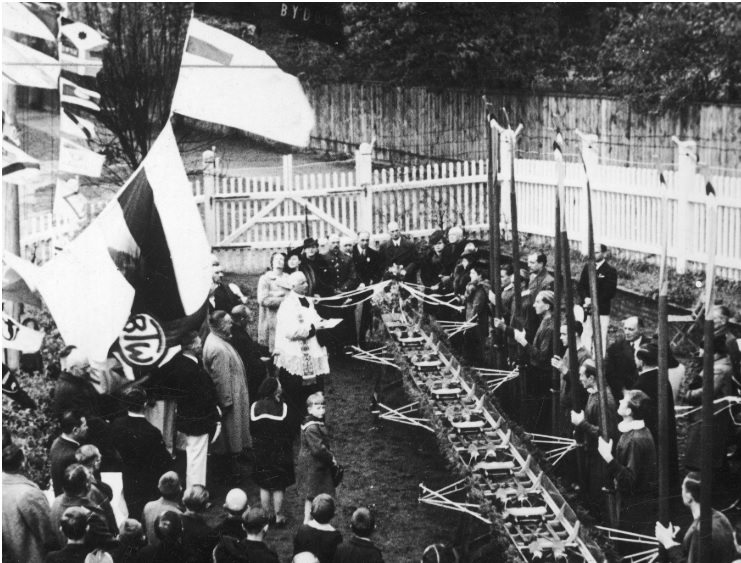
Poświęcenie klubowej ósemki w 1939

### Okres powojenny
Podczas walk w styczniu 1945 spalona została dotychczasowa siedziba BTW, oraz zdewastowany tor regatowy w Brdyujściu. Jedyną szansą na odrodzenie BTW było przystąpienie do nowo tworzonego przy magistracie Bydgoskiego Klubu Sportowego i utworzenie w nim sekcji wioślarskiej. Towarzystwo otrzymało wówczas w użytkowanie pałac dawnego niemieckiego Towarzystwa Wioślarskiego „Frithjof”. 7 października 1945 z BKS wyodrębniło się samodzielne Bydgoskie Towarzystwo Wioślarskie działające przy Związku Walki Młodych z prezesem Witoldem Czajkowskim na czele. Byłe działaczki i zawodniczki Bydgoskiego Klubu Wioślarek zrzeszono w sekcji wioślarstwa kobiecego BTW. 12 sierpnia 1945 BTW zorganizowało w Bydgoszczy pierwsze po wojnie mistrzostwa Polski w wioślarstwie. Uczestniczyło w nich 226 zawodników z 16 klubów. Czwórka kobiet BTW  wywalczyła mistrzostwo, czwórka mężczyzn – wicemistrzostwo, a ósemka mężczyzn brązowy medal.
30 września 1945 w siedzibie BTW reaktywowano Polski Związek Towarzystw Wioślarskich, który do 1948 miał swoją siedzibę w Bydgoszczy. W końcu 1947 roku BTW posiadało 408 członków i zaliczało się do największych klubów sportowych w Bydgoszczy. W latach 1946–1950 klub zajmował pierwsze miejsca w drużynowej klasyfikacji PZTW, a w 1948 czwórka klubowa ze sternikiem poprawiła pochodzący z 1929 rekord toru regatowego w Brdyujściu. Na krajowych torach dominowała czwórka ze sternikiem BTW w składzie: sternik Egon Szyperski oraz Henryk i Teodor Kocerkowie, Zygmunt Kościelniak i Ludwik Suligowski, lecz z braku finansów nie wysłano jej w 1948 na Igrzyska Olimpijskie w Londynie. W 1949 wojewódzkie władze bezpieczeństwa wprowadziły tajnych agentów do BTW, celem zdyskredytowania działaczy uchodzących za niechętnych nowej władzy. Obiektem szczególnych ataków był jeden ze współzałożycieli BTW Witold Czajkowski. Z inspiracji Urzędu Bezpieczeństwa Publicznego negatywne opinie polityczne w 1951 wystawiono m.in. Ludwikowi Suligowskiemu i Henrykowi Kocerce, którzy zostali odsunięci od wyjazdów zagranicznych, m.in. na olimpiadę w Helsinkach 1952.
W 1949 po reorganizacji polskiego sportu na wzór sowiecki, BTW zostało podporządkowane zrzeszeniom sportowym, początkowo ZS Związkowiec, a po jego rozwiązaniu, od 1 stycznia w 1951 – pionowi sportowemu Związku Zawodowego Metalowców „Stal” pod patronatem Zjednoczonych Zakładów Rowerowych Romet oraz Zakładów Elektromechanicznych Belma. Wioślarską wizytówką Towarzystwa w tych latach była dwójka bez sternika: Bogdan Poniatowski i Henryk Kocerka, a drużynowo osiągnięto 2. i 3. miejsce w kraju (1953, 1954). W latach 1945–1956 zawodnicy zdobyli 21 złotych medali mistrza kraju w konkurencji mężczyzn oraz 3 w zawodach kobiet, zaś tor regatowy w Brdyujściu był widownią najważniejszych zawodów wioślarskich w kraju.
Po przełomie październikowym 1956 BTW odzyskało swoją tożsamość. W tym okresie liczba członków klubu wzrosła dziesięciokrotnie, a sekcja kobieca usamodzielniła się reaktywując Bydgoski Klub Wioślarek. Najwybitniejszym wychowankiem BTW w latach 1948–1960 i jednym z najwybitniejszych polskich sportowców był Teodor Kocerka. Zdobył on dwa brązowe medale olimpijskie (Helsinki 1952 – w barwach AZS Warszawa i Rzym 1960 – w barwach AZS Szczecin), 19 tytułów mistrza Polski w jedynce, dwójce podwójnej, czwórkach i ósemce. We wszystkich mistrzostwach Europy w latach 1953–1960 zdobywał medale. W latach 1956 i 1957 sięgnął dwukrotnie po prestiżową nagrodę „Diamentowych wioseł” za zwycięstwa w jedynce podczas królewskich regat w Henley na Tamizie.
W 1962 w Mistrzostwach Świata brało udział 4 zawodników BTW, a w mistrzostwach Europy w latach 1954–1974 dalszych 10, w tym: Bogdan Poniatowski – 5 razy, Henryk Kocerka, Antoni Rosołowicz po 3 razy, Teodor Kocerka, Benedykt Augustyniak, Marian Lewandowski po 2 razy oraz Kazimierz Neumann, Wanda Laskowska, Jachowska, Zielińska. Od 1967 seniorskie osady BTW nie brały już udziału w międzynarodowych regatach, mistrzostwach świata, ani w olimpiadach. Zawodnicy zaczęli odnosić sukcesy dopiero w latach 90. XX w. W 1995 Paprocki w jedynce zdobył tytuł Mistrza Świata w Kategorii Masters, a w 1997 został mistrzem w jedynce i wicemistrzem Europy w dwójce podwójnej. Natomiast w 1998 klubowa dwójka podwójna w składzie: Ratkowski, Pawłowski zdobyła 1. miejsce w Młodzieżowych Mistrzostwach Polski.
Od 1999 po przeprowadzce do nowej siedziby nadszedł okres pomyślnego rozwoju. W oparciu o powołane UKS przy szkołach podstawowych nr 18 i 66 zwiększono liczbę zawodników do ok. 100 w 2003 roku. W 2000 w Gimnazjum nr 33 powstała sportowa klasa wioślarska. W 2004 zanotowano pierwszy po kilkudziesięciu latach sukces seniorów BTW, gdy dwójka ze sternikiem (Piotr Hojka i Rafał Piecuch) zdobyła mistrzostwo Polski. Sukcesy odnosili wychowankowie klubu: Michał Stawowski – dwukrotny olimpijczyk (Ateny 2004, Pekin 2008), członek reprezentacyjnej ósemki ze sternikiem, Piotr Hojka – członek dwójki bez sternika, medalista mistrzostw Europy, olimpijczyk z Pekinu 2008, Jakub Jabłoński – młodzieżowy mistrz świata (ósemka). Dawid Kalinowski w 2008 został akademickim mistrzem Europy w 2008, a brązowym medalistą tej imprezy w roku 2009 w konkurencji jedynek wagi lekkiej. Sukcesy w mistrzostwach Polski w kategorii juniorów uzyskiwali również członkowie czwórki ze sternikiem, w obsadzie męskiej i żeńskiej). W 2011 na MP juniorów klub zdobył 6 medali i zajął drużynowo 3. miejsce, a rok później zdobył 16 medali MP różnych kategorii i zajął 5. miejsce w klasyfikacji Drużynowego Mistrza Polski PZTW.

### Nazwy
- 1920 – Towarzystwo Wioślarzy Tryton Bydgoszcz
- 1920–1939 – Bydgoskie Towarzystwo Wioślarskie
- 1945–1948 – BTW-Związek Walki Młodych
- 1949–1950 – BTW-Związkowiec
- 1951–1956 – BTW-Związek Zawodowy Metalowców Stal
- od 1956 – Bydgoskie Towarzystwo Wioślarskie

### Prezesi
Poniżej niepełna lista prezesów BTW:
- 1920–1921 – Antoni Wittig
- 1945–1949 – Witold Czajkowski
- 1949–1950 – Stanisław Lehmann
- 1950 – Zajączkowski
- 1950–1956 – Brzoskowski
- 1956–1980 – Nikodem Nowak

## Sekcja turystyki kajakowej
Tradycje turystyki kajakowej w BTW sięgają okresu międzywojennego, kiedy organizowano spływy Brdą. W latach 60. XX w. spływano rzeką od Jeziora Charzykowskiego do Bydgoszczy. W 2000 roku wznowiono sekcję turystyki kajakowej za sprawą prezesa BTW Antoniego Rosołowicza. W sezonie letnim organizowano spływy Brdą, Drwęcą, Notecią poprzez Gopło do Warty, Wisłą do Bałtyku, czy też wędrówki jeziorami Borów Tucholskich.

## Baza sportowa

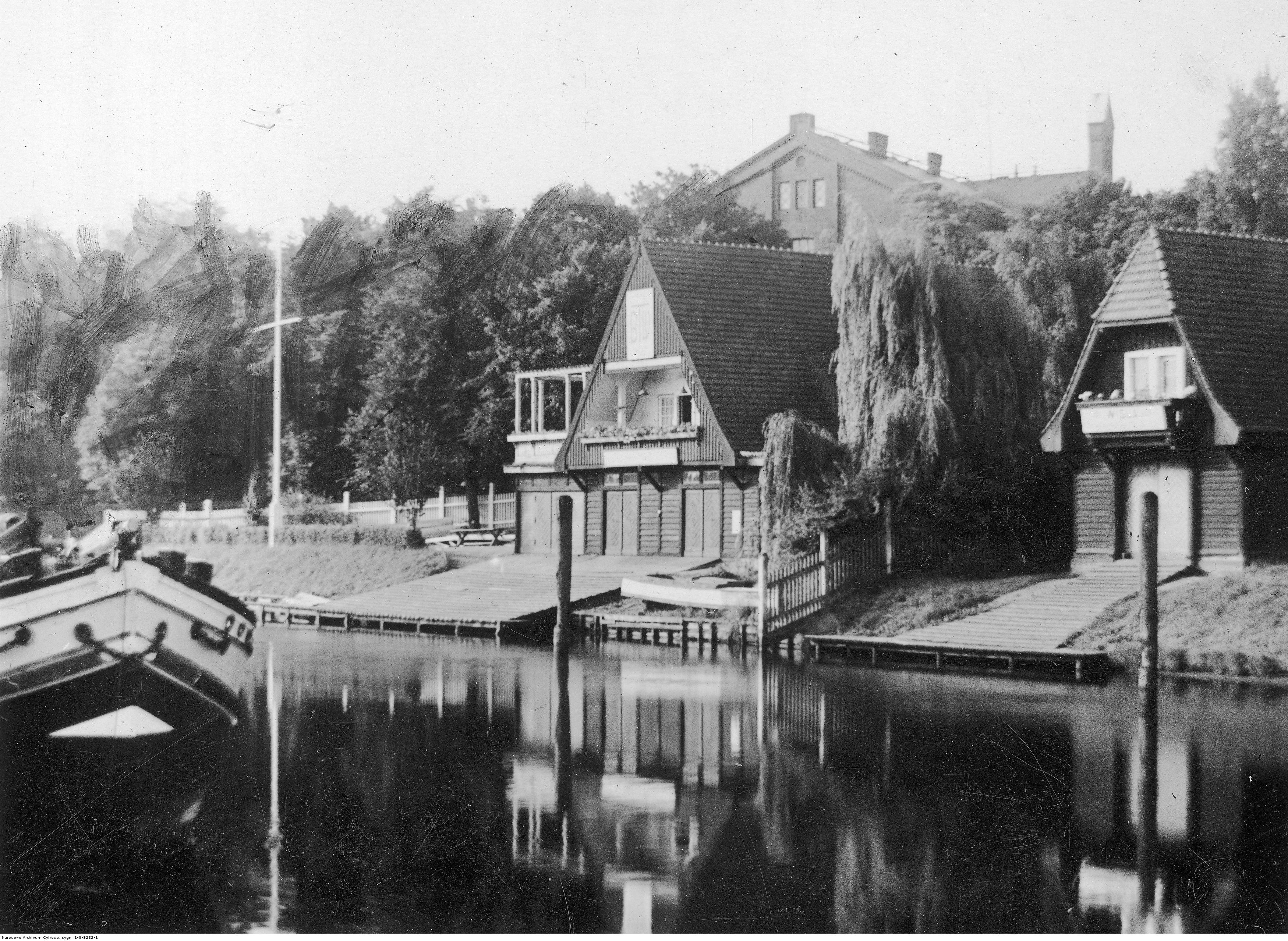
Przystań BTW w okresie dwudziestolecia międzywojennego
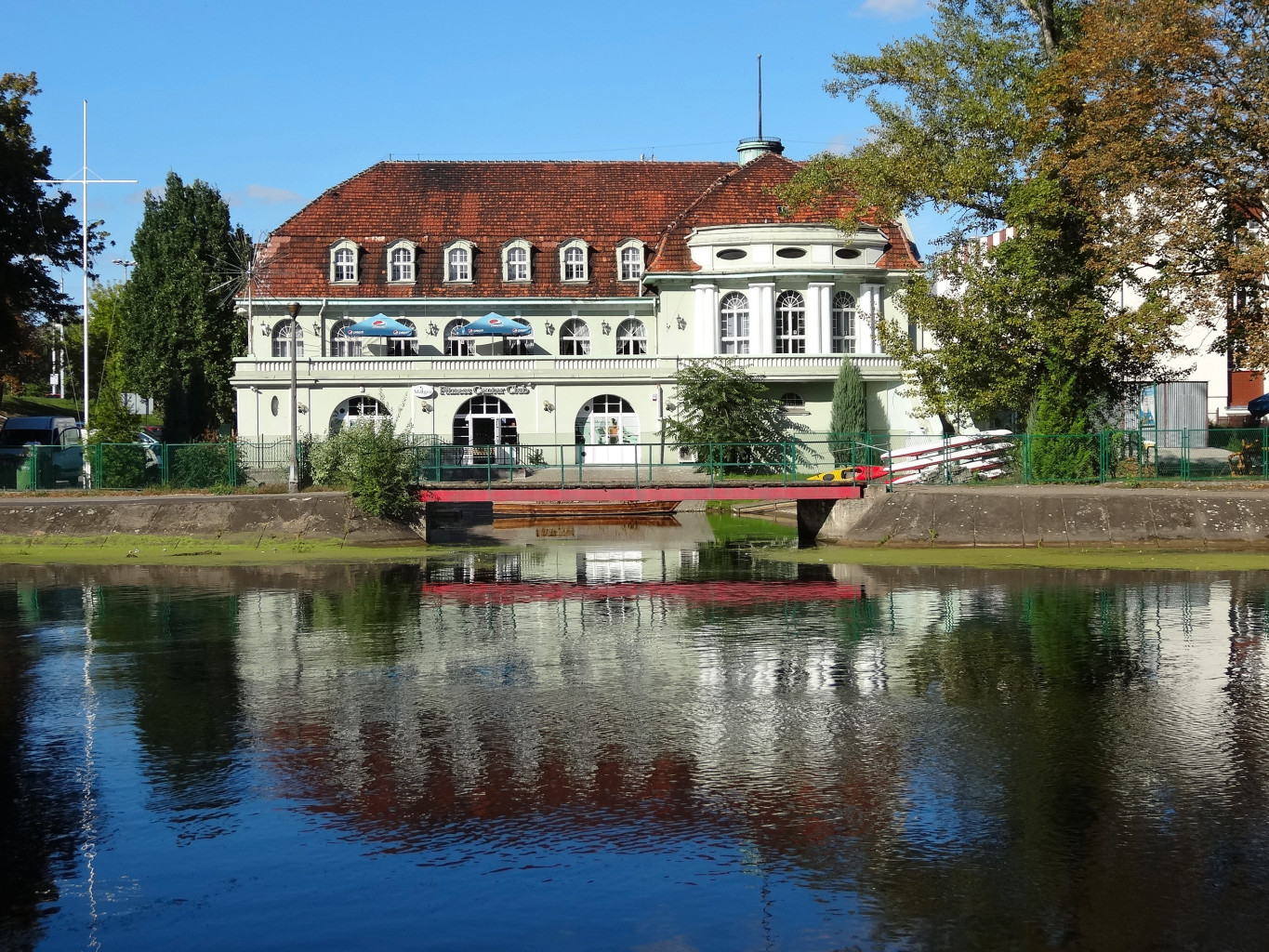
Siedziba w latach 1945–1996 (pałac byłego niemieckiego Klubu Wioślarskiego Frithjof
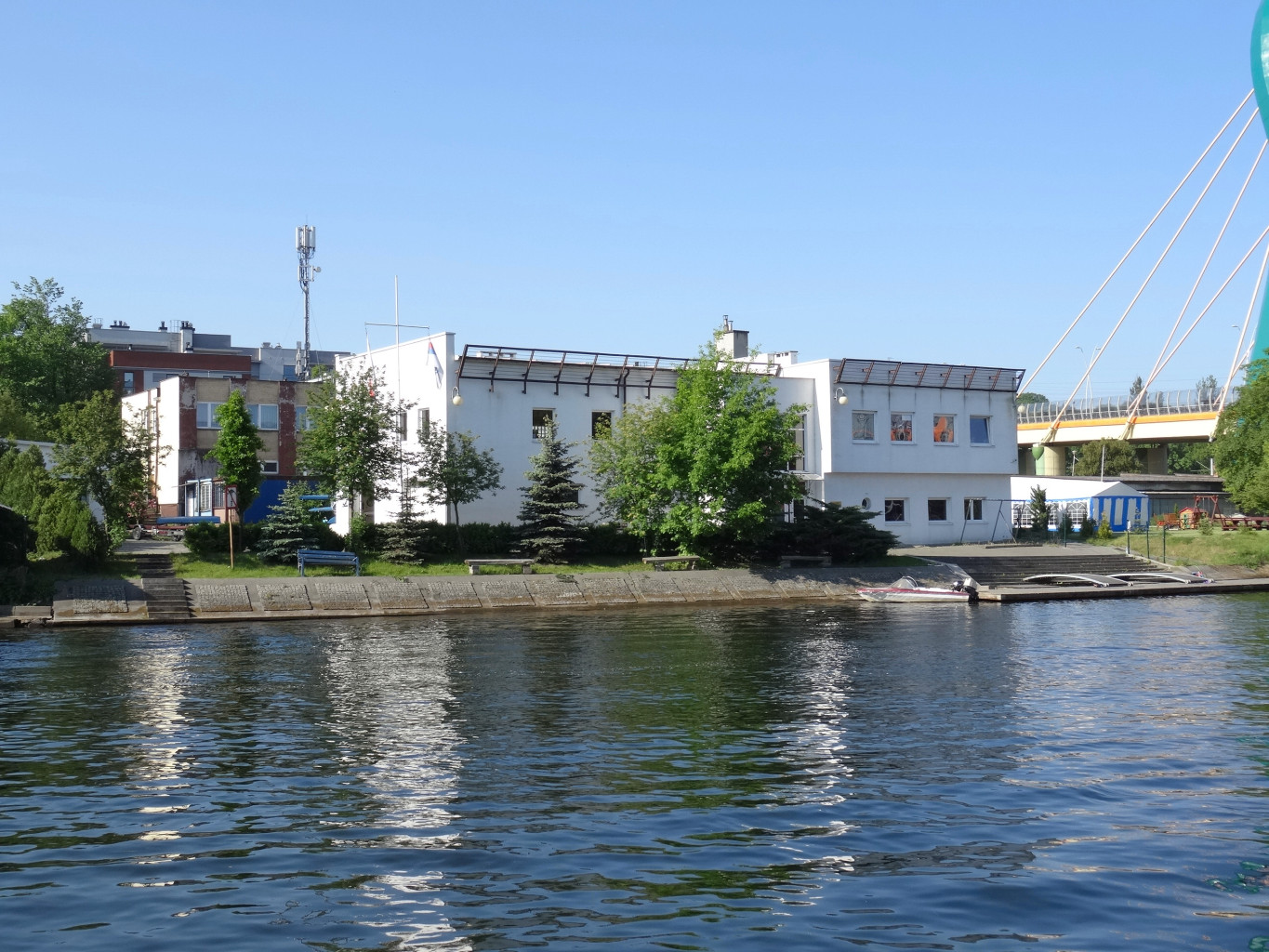
Przystań Bydgoskiego Towarzystwa Wioślarskiego od 1999

Z końcem 1920 BTW licząc już stu członków poczyniło starania o zdobycie własnej siedziby. Magistrat Bydgoszczy wydzierżawił towarzystwu szałas przy moście Bernardyńskim naprzeciw murowanej siedziby niemieckiego Klubu Wioślarskiego Frithjof. Latem 1923 założono światło elektryczne, telefon i ogrodzenie. Własnością BTW były także tereny w otoczeniu toru regatowego w Brdyujściu, gdzie w 1924 wydzierżawiono „letnisko wioślarskie”, a 3 sierpnia 1924 oddano do użytku drewniane trybuny wybudowane własnym kosztem przez BTW, a rozbudowane przez magistrat w 1929 roku. Klub z ramienia PZTW był organizatorem mistrzostw Polski rozgrywanych w Brdyujściu w latach 1920–1937, a także mistrzostw Europy w sierpniu 1929 roku. W 1929 urządzono lodowisko klubowe, na którym zimą zawodnicy rozgrywali mecze hokejowe oraz uprawiali łyżwiarstwo. Przystań klubowa co roku była punktem startu i mety biegu propagandowego „Wpław przez Bydgoszcz”. W 1936 przystań wyremontowano oraz zbudowano pomost dostosowany do wymogów klubu regatowego. W czasie okupacji niemieckiej przystań BTW wraz z całym taborem i wyposażeniem została przyznana Stowarzyszeniu Wioślarek Niemieckich.
23 stycznia 1945 przystań spłonęła, gdy opuszczające Bydgoszcz oddziały Wehrmachtu wysadziły w powietrze most Bernardyński. Po wojnie władze miasta przyznały klubowi pałac wioślarski byłego niemieckiego Klubu Frithjof. W 1996 roku magistrat sprzedał obiekt chińskiej spółce z Szanghaju, a BTW w 1999 roku przeniosło się do odkupionych od firmy Dräger pomieszczeń przy ul. Żupy 2 na zapleczu siedziby Budowlanego Klubu Sportowego. W miejscu tym w latach 2001–2007 dzięki funduszom miasta Bydgoszczy i Ministerstwa Edukacji i Sportu wzniesiono nową przystań wraz z salą treningową, siłownią, hangarami na łodzie krótkie i długie, nabrzeżem i pływającym pomostem.

## Sportowcy BTW

### Olimpijczycy z BTW
- Amsterdam 1928

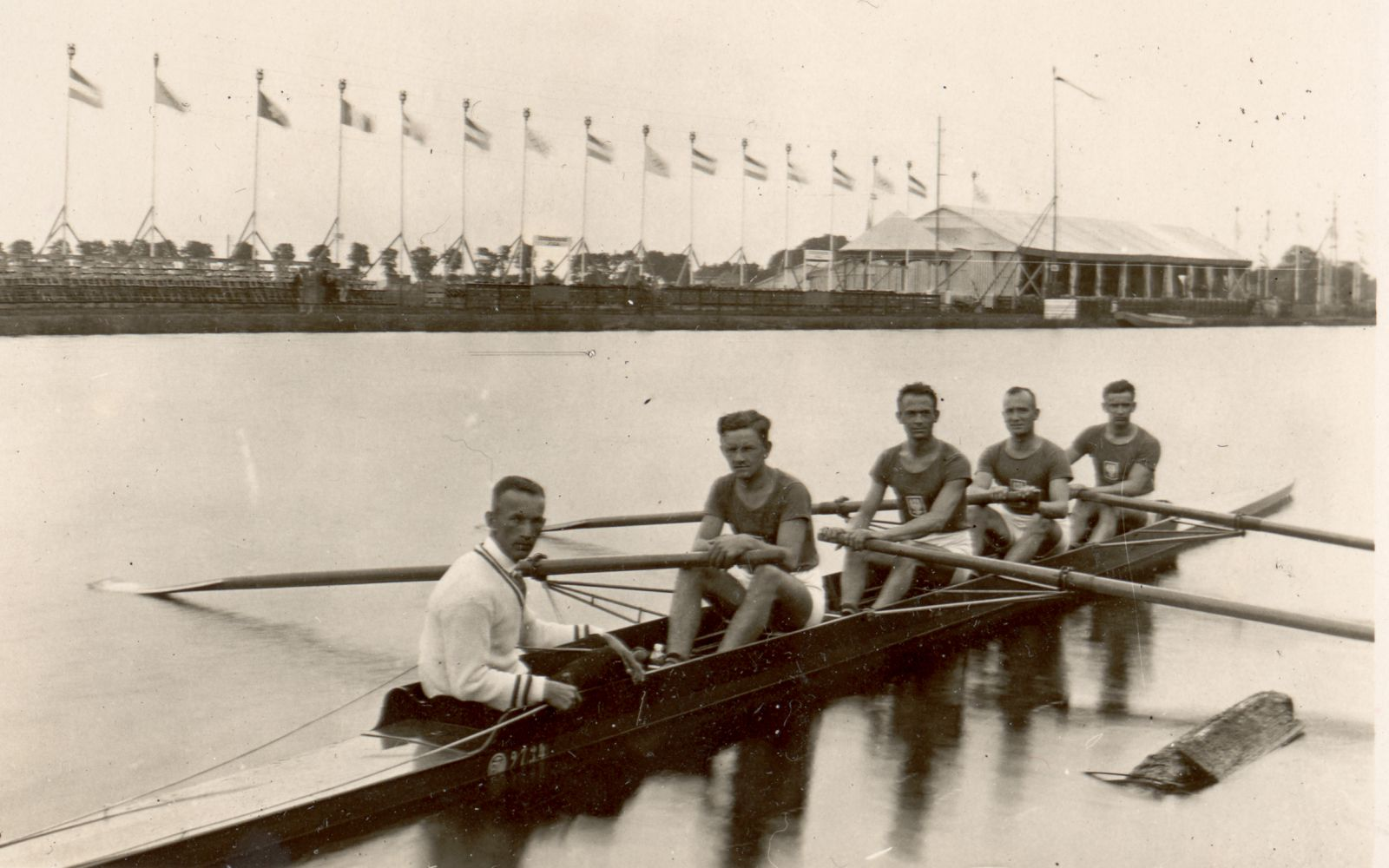
Czwórka ze sternikiem BTW - brązowi medaliści olimpijscy z 1928

  - Franciszek Bronikowski, Edmund Jankowski, Leon Birkholc, Bernard Ormanowski, Bolesław Drewek (sternik) – czwórka ze sternikiem, brązowy medal  (pierwszy medal olimpijski w historii polskiego wioślarstwa)
- Los Angeles 1932
  - Jerzy Braun – członek dwójki ze sternikiem, srebrny medal ; członek czwórki ze sternikiem, brązowy medal  (wychowanek i członek BTW w latach 1928–1931 i 1934–1935, na olimpiadzie w barwach WTW)
- Berlin 1936
  - Jerzy Braun – członek dwójki ze sternikiem, odpadł w repasażach (wychowanek i członek BTW w latach 1928–1931 i 1934–1935, na olimpiadzie w barwach WTW)
- Londyn 1948 – na olimpiadę zakwalifikowana została czwórka BTW, w tym Teodor Kocerka, ale władze polityczne nie zgodziły się na wyjazd wioślarzy
- Helsinki 1952
  - Jan Świątkowski – członek dwójki bez sternika (wraz ze Stanisławem Wieśniakiem z Zawiszy), odpadł w repasażach
  - Teodor Kocerka – jedynka (K-1), brązowy medal  (wychowanek i członek BTW w latach 1945–1950 i 1956–1959, na olimpiadzie w barwach AZS Warszawa)
- Melbourne 1956
  - Teodor Kocerka – jedynka (K-1), 4. m. (wychowanek i członek BTW w latach 1945–1950 i 1956–1959, na olimpiadzie w barwach AZS Bydgoszcz)
- Rzym 1960
  - Benedykt Augustyniak, Bogdan Poniatowski, Kazimierz Neumann, Antoni Rosołowicz – czwórka bez sternika, odpadli w repasażach
  - Teodor Kocerka – jedynka (K-1), brązowy medal  (wychowanek i członek BTW w latach 1945–1950 i 1956–1959, na olimpiadzie w barwach AZS Szczecin)
- Ateny 2004
  - Michał Stawowski – członek ósemki ze sternikiem, 8. m. (wychowanek BTW, na olimpiadzie w barwach AZS Toruń)
- Pekin 2008
  - Michał Stawowski – członek ósemki ze sternikiem, 5. m. (wychowanek BTW, na olimpiadzie w barwach AZS Toruń)
  - Piotr Hojka – członek dwójki podwójnej, 14. m. (wychowanek BTW, na olimpiadzie w barwach AZS AWF Gorzów Wielkopolski)
- Londyn 2012
  - Piotr Hojka – członek ósemki ze sternikiem, 7. m. (wychowanek BTW, na olimpiadzie w barwach Bydgostii Bydgoszcz)

### Osiągnięcia drużynowe
- Drużynowe Mistrzostwa Polski w wioślarstwie[18]:
  - pierwsze miejsce  w latach 1926, 1937, 1946, 1947, 1948, 1950
  - drugie miejsce  w latach 1927, 1928, 1929, 1930, 1954, 1959, 1966
  - trzecie miejsce  w latach 1931, 1933, 1934, 1935, 1936, 1945, 1953, 1957, 1960
- czwórki ze sternikiem – mistrzowie Polski w latach 1921, 1922, 1926, 1927, 1934, 1935, 1936, 3 razy wicemistrzostwo Polski
- czwórki bez sternika – mistrzowie Polski w latach 1929, 1932, 4 razy wicemistrzostwo Polski
- ósemki ze sternikiem – mistrzowie Polski w latach 1933–1935, 1936[19] i 1937, 8 razy wicemistrzostwo Polski

| Impreza                                                    | ZŁOTO | SREBRO | BRĄZ |
| Mistrzostwa Europy seniorów                                |       |        | 2    |
| Drużynowe Mistrzostwa Polski                               | 8     | 6      | 9    |
| Regaty o Mistrzostwo Polski                                | 8     | 2      | 5    |
| Mistrzostwa Polski różnych kategorii wiekowych (2001-2010) | 9     | 16     | 10   |

Bydgoskie Towarzystwo Wioślarskie do 1937 roku dominowało wśród 12 działających w okresie międzywojennym w Bydgoszczy klubów wioślarskich i należało do czołówki krajowej
Miejsca w Drużynowych Mistrzostwach Polski w latach 1925–1939
W dwudziestoleciu międzywojennym, w poszczególnych latach BTW uzyskało następujące wyniki w klasyfikacji klubowej (dane według tabel punktacyjnych PZTW za poszczególne lata - podane zostało miejsce i ilość klubów, które zdobyły w regatach punkty i  oficjalnie je sklasyfikowano):
- w 1925 - 5. miejsce na 12 klubów[21],
- w 1926 - 1. miejsce na 14 klubów[21],
- w 1927 - 2. miejsce na 15 klubów[21],
- w 1928 - 2. miejsce na 13 klubów[22],
- w 1929 - 2. miejsce na 19 klubów[23],
- w 1930 - 2. miejsce na 22 kluby[24],
- w 1931 - 3. miejsce  na 27 klubów[25],
- w 1932 - 8. miejsce  na 27 klubów[26],
- w 1933 - 3. miejsce  na 42 kluby[27],
- w 1934 - 3. miejsce  na 41 klubów[28],
- w 1935 - 3. miejsce  na 46 klubów[29],
- w 1936 - 3. miejsce  na 42 kluby[30],
- w 1937 - 1. miejsce na 41 klubów[31],
- w 1938 - 6. miejsce  na 44 kluby[32],
- w 1939 - 11. miejsce  na 36 klubów[33].

Warto przy tym zauważyć, iż w poszczególnych latach wiele klubów w rywalizacji tej nie uczestniczyło lub nie zdołało zdobyć punktów.
Miejsca w Drużynowych Mistrzostwach Polski w latach 1997–2019
Według punktacji Polskiego Związku Towarzystw Wioślarskich, klub w ostatnich latach zajął następujące miejsca w klasyfikacji drużynowej: 
- w roku 1997 – 21. miejsce na 35 sklasyfikowanych klubów[34],
- w roku 1998 – 24. miejsce na 35 sklasyfikowanych klubów[35],
- w roku 1999 – 19. miejsce na 32 sklasyfikowane kluby[36],
- w roku 2000 – 27. miejsce na 33 sklasyfikowane kluby[36],
- w roku 2001 – 26. miejsce na 33 sklasyfikowane kluby[36],
- w roku 2002 – 19. miejsce na 33 sklasyfikowane kluby[36],
- w roku 2003 – 23. miejsce na 34 sklasyfikowane kluby[36],
- w roku 2004 – 21. miejsce na 34 sklasyfikowane kluby[36],
- w roku 2005 – 14. miejsce na 36 sklasyfikowanych klubów[36],
- w roku 2006 – 19. miejsce na 34 sklasyfikowane kluby[36],
- w roku 2007 – 23. miejsce na 35 sklasyfikowanych klubów[36],
- w roku 2008 – 19. miejsce na 37 sklasyfikowanych klubów[36],
- w roku 2009 – 13. miejsce na 38 sklasyfikowanych klubów[36],
- w roku 2010 – 18. miejsce na 37 sklasyfikowanych klubów[36],
- w roku 2011 – 13. miejsce na 35 sklasyfikowanych klubów[36],
- w roku 2012 – 5. miejsce na 35 sklasyfikowanych klubów[36],
- w roku 2013 – 5. miejsce na 38 sklasyfikowanych klubów[36],
- w roku 2014 – 4. miejsce na 36 sklasyfikowanych klubów[37],
- w roku 2015 – 10. miejsce na 38 sklasyfikowanych klubów[38],
- w roku 2016 – 10. miejsce na 37 sklasyfikowanych klubów[39],
- w roku 2017 – 12. miejsce na 35 sklasyfikowanych klubów[40],
- w roku 2018 – 10. miejsce na 33 sklasyfikowane kluby[41],
- w roku 2019 – 16. miejsce na 38 sklasyfikowanych klubów[42].

### Osiągnięcia indywidualne
W latach 1921–1977 zawodnicy BTW zdobyli 48 indywidualnych tytułów mistrza Polski seniorów. W rozgrywkach krajowych łącznie zdobyto ponad 600 medali.
- Leon Birkholc – 4-krotny mistrz Polski (1926 w czwórce ze sternikiem, 1929 w czwórce bez sternika, 1933 i 1935 w ósemce), 8-krotny wicemistrz i 2-krotny brązowy medalista
- Jerzy Braun – 13- krotny mistrz Polski (1929-1939), z tego 5-krotnie w barwach BTW oraz 4-krotny wicemistrz
- Franciszek Bronikowski – 3-krotny mistrz Polski (1936 w czwórce ze sternikiem, 1939 w czwórce bez sternika, 1946 w dwójce ze sternikiem) i 4-krotny wicemistrz
- Edmund Jankowski – 2-krotny mistrz Polski (1927, 1929) i 3-krotny wicemistrz
- Teodor Kocerka – 19-krotny mistrz Polski w jedynkach, dwójkach podwójnych, czwórkach i ósemkach
- Bernard Ormanowski – 4-krotny mistrz Polski (1932-1935), 4-krotny wicemistrz
- Antoni Rosołowicz – 5-krotny mistrz Polski (1953-1960)
- Jan Świątkowski – 9-krotny mistrz Polski w barwach BTW
- Stanisław Wieśniak – 4-krotny mistrz Polski (1949-1951)
- Bogdan Poniatowski – 15-krotny mistrz Polski (1948-1964)[43]

## Ciekawostki
- W latach 1926–1939 i 1945–1957 klub był z kilkoma wyjątkami nieprzerwanym medalistą Drużynowych Mistrzostw Polski w wioślarstwie
- W latach 30. XX w. na przystani BTW ze sportem wioślarskim zapoznawał się późniejszy twórca Kabaretu Starszych Panów – Jeremi Przybora[44]
- W 2002 roku ustanowiono nagrodę „Laur Bydgoskiego Towarzystwa Wioślarskiego” przyznawaną osobom i instytucjom szczególnie zasłużonym dla klubu[4].
- W 2010 roku z okazji 90-lecia BTW Muzeum Okręgowe im. Leona Wyczółkowskiego w Bydgoszczy prezentowało wystawę „Bydgoskie Towarzystwo Wioślarskie 1920-2010”, na którą składały się: fotografie, materiały archiwalne, nagrody i trofea oraz sprzęt wioślarski treningowy i wyczynowy[45]